# Linda Gibboney
Linda Dolores Gibboney (ur. 7 marca 1951 na Manhattanie w Nowym Jorku) – amerykańska aktorka telewizyjna i edukatorka, profesor uczelni University of California, Los Angeles. 
W 1986 zdobyła nagrodę Soap Opera za rolę Giny Blake Lockridge w Santa Barbara (1984-85), ale została zastąpiona przez Robin Mattson.

## Filmografia
- 1973: The Brady Bunch jako Linda
- 1980-81: Wszystkie moje dzieci (All My Children) jako Sybil Thorne
- 1982-83: Search for Tomorrow jako Jenny Deacon
- 1984-85: Santa Barbara jako Gina Capwell
- 1986: Dynastia (Dynasty) jako Maid
- 1988: Autostrada do nieba (Highway to Heaven) jako matka
- 1989: Doogie Howser, lekarz medycyny (Doogie Howser, M.D.) jako pani Iger
- 1989-91: Pokolenia (Generations) jako Jessica Gardner #2
- 1992: Świat według Bundych (Married with Children) jako pani McGowen